# André Tesson
Pour les articles homonymes, voir Tesson.
André Tesson, mort le 24 juin 1954 à Valenciennes (Hauts-de-France) est un aviateur français. Pilote d'essai (breveté en 1952) au CEV, il trouve la mort aux commandes d'un Dassault Mystère II à la suite d'une défaillance des commandes de vol de l'aéronef. La verrière ne s'ouvrant pas, il lui est impossible de s'éjecter.